# Drangan
Drangan (iriska: Drongán) är en ort i republiken Irland.   Den ligger i provinsen Munster, i den centrala delen av landet, 130 km sydväst om huvudstaden Dublin. Drangan ligger 112 meter över havet och antalet invånare är 136.
Terrängen runt Drangan är platt åt nordväst, men åt sydost är den kuperad.Runt Drangan är det glesbefolkat, med 14 invånare per kvadratkilometer. Närmaste större samhälle är Cluain Meala, 19,5 km söder om Drangan. Trakten runt Drangan består i huvudsak av gräsmarker.